# 5081 Сангін
5081 Сангін (5081 Sanguin) — астероїд головного поясу, відкритий 18 листопада 1976 року.
Тіссеранів параметр щодо Юпітера — 3,535.
Названо на честь аргентинського астронома Хуана Сангіна (ісп. Juan Sanguin; 1933—2006).